# Москва-Сіті (станція метро)
55°44′53″ пн. ш. 37°31′58″ сх. д. / 55.74806° пн. ш. 37.53278° сх. д.
«Москва-Сіті» (рос. Москва-Сити) — одна з кінцевих станцій Філівської лінії Московського метрополітену, наступна за станцією «Діловий центр». Споруджена на нижньому рівні центрального ядра комплексу «Москва-Сіті». У 2005 році станція була відкрита під назвою «Міжнародна» (рос. Международная) для руху потягів у випробувальних цілях. Для пасажирського руху відкрита 30 серпня 2006 року. Пікет ПК010+66,735 (пікет лінії «міні-метро»). Перейменована на «Москва-Сіті» 31 березня 2024 року.

## Архітектура та оздоблення
Станція виконана у вигляді трисклепінного залу. Тюбінгові кільця бічних залів (зовнішній діаметр — 7,5 м) розімкнуті і спираються на стінові конструкції із сталевого прокату. На ці стіни спирається і склепіння центрального залу (діаметр також 7,5 м). У поперечному перерізі платформова ділянка є багатопрогоновою рамою з сіткою колон 7,8 метрів.
Ширина платформи на станції становить 11,8 м, що значно вужче інших станцій глибокого закладення Московського метрополітену, де діаметр бічних залів, як правило, 8,5 ме, а діаметр центрального залу становить 9,5 м. Тому платформи у бічних залах станції є дуже вузькими (близько 2 метрів, при нормативі 2,5-2,8 метрів). Між центральним і бічними залами влаштовано 5 пар проходів, розподілених по довжині станції нерівномірно: по дві пари у кожного з торців і один у середній частині станції.
Спочатку станція проектувалася завдовжки 90 м з розрахунком на прийом тривагонних потягів з вагонів типу «Русич», але згодом проект було змінено, і платформа була подовжена до 118 м для можливості прийому чотиривагонних «Русичів» або шестивагонних потягів традиційних моделей. Через подовження платформи східний кінець станції виявився трохи на дузі. Через близькість колійного розвитку контактну рейку винесено з-під платформи до колійної стіни. Це єдине таке місце на підземних дистанціях Московського метрополітену.
Стіни залів оздоблені біло-сірим мармуром. Для оздоблення станції використовувався мармур різних родовищ, зокрема, «Коєлга», «Гірюзун», «Відродження», «Мансуровський». Увігнуті стіни пілонів з боку платформ і центрального залу оздоблені білим мармуром «Б'янка Карара». Проходи мають декоративні вставки з алюкобонду. Торці пілонів покриті шліфованою нержавіючою сталлю, а цоколі покриті чорним лабрадоритом. Колійні стіни закриті алюмінієвими панелями. Назва станції прорізано на алюмінієвих пластинах, прикріплених на колійних стінах. Самі колійні стіни мають цоколь, оздоблений коричневим полірованим гранітом. Склепіння станції оздоблено склопластиком.
На станції шістнадцять ніш в центрі і на перонах, тому станція, що має колонно-стінну конструкцію, виглядає як пілонна, а довгі, що досягають 20 м, стіни без проходів не кидаються в очі. Ніші оздоблені чорним гранітом, контрастують з сіро-білим мармуром, яким оздоблені стіни. Крім того, ніші виділені світлом і чорними смугами на коричневій гранітній підлозі. У нішах з боку центрального залу знаходяться інформаційні покажчики і лавки для пасажирів, виконані у вигляді окремих стільців.
Підлога станції викладена коричневим курдайським гранітом, який обрамляють смуги чорного лабрадориту. У краю платформ зона безпеки відзначена виступаючою над рівнем підлоги гранітною смужкою, створеною для незрячих пасажирів.
Світлове рішення станції — приховані люмінесцентні світильники, світлодіодні елементи, світлові лінії в отворах між колонами, оригінальні ескалаторні ліхтарі. Уздовж кожної платформи розташовується жовта світлодіодна лінія, що позначає зону безпеки. Ця лінія запалюється у відсутність поїзда і послідовно гасне, коли потяг прибуває на станцію.

## Вестибюлі
Просторий вестибюль (1100 м²) сполучений з платформою тристрічковим ескалатором типу Е55Т (висота ескалатора 25 м). Стіни вестибюля оздоблені білим мармуром коєлгінського родовища. Біла підвісна стеля підтримується круглими металевими колонами. У стелю вмонтовані світильники, динаміки та камери телеспостереження. Підлога викладена сірим і чорним гранітом. Чорний граніт також використаний для оздоблення будівлі вестибюля зовні.
У вестибюлі знаходяться квиткові каси, засклений поліцейський пост і модернізовані турнікети зі стулками.

### На поверхні
Будівля вестибюля розташованf під естакадою Третього транспортного кільця і має вихід на Тестовську вулицю (колишній 4-й Красногвардійський проїзд) і на територію ММДЦ «Москва-Сіті». Поблизу від вестибюля знаходиться платформа «Тестовська» Білоруського напрямку Московської залізниці.
10 вересня 2016 року була відкрита пересадка на станцію «Москва-Сіті» Московського центрального кільця.

## Пересадки
- Станцію МЦК  Москва-Сіті
- Станцію МЦД  Тестовська
- Станцію МЦД  Тестовська
- Автобус: м31, м32, с344, ст2

## Колійний розвиток

Колійний розвиток станції «Міжнародна»

За станцією немає оборотних тупиків, тому для обороту потягів використовується тільки перехресний з'їзд між «Діловим центром» і «Москвою-Сіті». Цікаво, що тупиків немає і за кінцевою станцією Філівської лінії — «Олександрівський сад». На відміну від неї, через великі інтервалів (7-15 хвилин, зазвичай 10-12 хвилин, у вечірній час до 30 хвилин) на «Москві-Сіті» на середину 2010-х використовується тільки перша станційна колія, друга колія використовується рідко. Раніше до станції їздили потяги 51 і 52 маршрутів, і прибували вони тільки на першу колію, але зараз, після обрубання головного ходу, до «Москви-Сіті» їздять потяги 51 — 55 маршрутів, і прибувають вони позмінно, на першу і на другу колію.

## Рекорди
- Перегон «Діловий центр» — «Москва-Сіті» є найкоротшим у Московському метрополітені[12] (497 м між осями станцій, протяжність перегінних тунелів — 379 м).
- Станція має найнижчі стелі.
- Станція має найвужчі посадочні платформи серед станцій Московського метро (від 2,4 метрів до 1,5 метрів у частині платформи що на дузі).